# Altica aenescens
Altica aenescens es una especie de coleóptero de la familia Chrysomelidae. Fue descrita científicamente por primera vez en 1888 por Weise. Se encuentra en Europa.